# Centre européen d'actions artistiques contemporaines
 (août 2025).
Fondé en 1987 à Strasbourg, le Centre européen d'actions artistiques contemporaines (CEAAC) a pour vocation de développer l’art contemporain, tant du point de vue du soutien à la création que de celui de sa diffusion.   

## Description
Actif depuis 1987, le Centre Européen d’Actions Artistiques Contemporaines (CEAAC) a pour vocation de soutenir, produire et valoriser la création contemporaine auprès de tous les publics, en Alsace. Installé depuis 1995 dans l'ancien magasin de verrerie et de porcelaine Neunreiter, de style Art nouveau, en plein cœur du quartier historique de la Krutenau à Strasbourg, le CEAAC est un lieu unique d'exposition et d'expérimentation, témoignant au travers de sa programmation artistique et culturelle de la production de l’art contemporain régional, national et international. Depuis 2001, il développe un important programme international d’échanges et de résidences avec des institutions allemandes, hongroises, tchèques, canadiennes et coréennes. Le CEAAC est une association de droit local (loi 1908), qui bénéficie du soutien de la Région Grand Est, de la Ville de Strasbourg, de la DRAC Grand Est et de la Collectivité Européenne d’Alsace. Le CEAAC fait également partie des réseaux Plan d’Est et Arts en résidence.

## Historique des expositions

### Expositions au Centre d'art
- 2022
  - Au Bonheur, exposition collective, avec : Julie Béna, Estelle Deschamp, Poterie Friedmann, Walter Gürtler, Sophie Irwin, La double clique, Le Palais du Corbeau, Poterie Ludwig, Marianne Marić, Alexandra Midal, Flora Moscovici, Françoise Saur, Poterie Schmitter, Camille Schpilberg, Dominique Stutz, T R, Alban Turquois, Nicholas Vargelis, Giom Von Birgitta ainsi que des objets patrimoniaux prêtés par la famille Neunreiter, du 1er octobre 2022 au 8 janvier 2023. Commissaires : Alice Motard et Joël Riff.
  - You'll always be taller than a newspaper, exposition monographique de Charlotte Khouri, du 2 avril 2022 au 4 septembre 2022. Commissaire : Alice Motard.

- 2021
  - La Meraviglia, exposition monographique de Chiara Camoni, du 15 octobre 2021 au 20 février 2022. Commissaire : Alice Motard.
  - Nouer le reste, exposition des étudiants du Master Critique-Essai écritures de l'art contemporain, avec Julien Discrit, Dora Garcia, Jean-Marie Krauth, Georges Lappas, Barbara et Michael Leisgen, Marianne Mispelaëre, Susan Morris, Ed Pien, Younès Rahmoun, Jean-Christophe Rolens, Emmanuel Saulnier, Mükerrem Tuncay, Cy Twombly, Lois Weinberger, avec des œuvres issues des collections des FRAC Alsace, FRAC Lorraine 49 Nord 6 Est et FRAC Champagne-Ardenne, du 11 juin au 26 septembre 2021.
  - Des herbes folles, avec Elise Alloin, Stefan Auf der Maur, Marie Paule Bilger, Thomas Georg Blank & Isik Kaya, Mariann Blaser, Camille Brès, François Génot, Mathilde Caylou, Emmanuel Henninger, Anne Immelé, Melody Seiwert, du 8 janvier au 16 mai 2021. Commissaire : Viktoria von der Brüggen.
- 2020
  - PRISMES, Goethe, réflexions contemporaines, avec Ange Leccia, Ann Veronica Janssens, Anne-Sarah Le Meur, Marie Quéau, Capucine Vandebrouck, Gaëlle Cressent, Marina Gadonneix, Sarkis, du 18 septembre au 22 novembre 2020.
  - Time to leave the capsule ... if you dare, exposition des étudiants du Master Critique-Essai écritures de l'art contemporain, avec Adrien Missika, Rosa Barba, Benoît Billotte, Gintaras Didziapetris, Marine Hugonnier, Tom Ireland, Jan Kopp, Jiro Nakayama, Pratchaya Phinthong, Michelle Stuart, Gregoriou Theodoulos, avec des œuvres issues des collections des FRAC Alsace, FRAC Lorraine 49 Nord 6 Est et FRAC Champagne-Ardenne, du 14 mars au 17 juillet 2020.
  - Il ne faut pas en vouloir aux événements, avec Mali Arun, Sylvain Baumann, Florine Leoni, Patric Binda, Petra Blocksdorf, Sofia Durrieu, Pawel Ferrus, Jérémy Gigandet, Jan Hostettler, Camillo Paravicini, Bianca Pedrina, Vera Sebert, Lara Hampe, Inès P.Kubler, du 30 novembre 2019 au 16 février 2020.
  - Super Image #5, exposition organisée par le collectif Horstaxe dans la vitrine du CEAAC, avec André Baldinger, Vincent Broquaire, Juliette Etrivert, Horstaxe, Félicité Landrivon, Mathias Schweizer, Studio Triple, Toan Vu-Huu, du 30 novembre 2019 au 16 février 2020.
- 2019
  - LOCOMOTION - Les jouets de Tomi Ungerer en mouvement, avec Daniel Depoutot, Morgane Kabiry, Joseph Lieffer, Min Jisook, Patrick Nardin, Simon Nicaise, du 21 juin au 27 octobre 2019.
  - Effets secondaires, exposition des étudiants du Master Critique-Essai écritures de l'art contemporain, avec Alicia Framis, Allan McCollum, Saâdane Afif, Madeleine Berkhemer, Pascal Bernier, Ruth Ewan, Michel François, Franziska Furter, Isbelle Lévénez, Teresa Margolles, Nick Mauss, Myriam Mihindou, Médolie Mousset, Graciela Sacco, Cecilia Vicuña, avec des oeuvres issues des collections des FRAC Alsace, FRAC Lorraine 49 Nord 6 Est et FRAC Champagne-Ardenne, du 15 mars au 19 mai 2019.
  - Super Image #4, exposition organisée par le collectif Horstaxe dans la vitrine du CEAAC, avec aaaaa-atelier, Alaric Garnier, Alexis Beauclair, Anne Margot Ramstein, Bettina Henni, Frite & Vase, Grégoire Romanet, Horstaxe, du 1er décembre 2018 au 24 février 2019.
  - Parallèle, exposition dans le cadre de la Regionale 19, avec Baktash Sarang, Franziska Furter, Mireille Gros, Saba Niknam, Maren Ruben, Maria Tackmann, Marianne Mispelaëre, du 1er décembre 2018 au 24 février 2019. Commissaire invité : Jean-Claude Luttmann.
- 2018
  - Sens des lieux, Vera & Ruedi Baur, du 14 juin au 28 octobre 2018.
  - Zones d'influences, exposition des étudiants du Master Critique-Essai écritures de l'art contemporain, avec Annabelle Amoros, Astrid Nippoldt, Cyril Barrand, Ursula Biemann, David Boeno, Daniel Brandely, David Brognon & Stéphanie Rollin, Miriam Cahn, Judy Chicago, Pierre Filliquet, Jingfang Hao & Lingjie Wang, Clément Rodzielski, avec des œuvres issues des collections des FRAC Alsace, FRAC Lorraine 49 Nord 6 Est et FRAC Champagne-Ardenne, du 16 mars au 20 mai 2018.
  - Donner formes, exposition dans le cadre de la Regionale 18, avec Elise Alloin, Thomas Bischoff, Vincent Chevillon, Clara Denidet, Matias Huart, Catrin Lüthi K, Sebastian Mundwiler, du 2 décembre 2017 au 25 février 2018.
- 2017
  - Timespace, exposition personnelle d'Andrej Pirrwitz, du 8 septembre 2017 au 22 octobre 2017.
  - Le seuil, exposition d'étudiants en dernière année à la HEAR, du 30 juin au 30 juillet 2017.
  - En l'occurrence, avec des œuvres issues de la collection du FRAC Alsace, avec Eleftherios Amilitos, Marc Bauer, Étienne Charry, Clément Cogitore, Raphaël Denis, mounir fatmi, Maïder Fortuné, Bertrand Gadenne, Pierre Gaucher, Philippe Gronon, Claire-Jeanne Jézéquel, Stéphane Lallemand, Laurent Montaron, Susan Morris, Pierre Savatier, Vladimir Skoda et François Yordamian, en partenariat avec le Master "Critique-essais, écritures de l'art contemporain" de l'Université de Strasbourg. Exposition présentée du 17 mars 2017 au 21 mai 2017.
- 2016
  - Eye Catch, avec Timo Alt, Anna Bläser, Alessia Conidi, Philipp Hänger, Yoshiya Hirayama, Anita Kuratle, Nino Maaskola, Bena Zemp, du 3 décembre 2012 au 19 février 2017.
  - Ultralocal[4], avec Bertille Bak, Adrian Balseca, Pauline Bastard, Thierry Boutonnier, Minerva Cuevas, Collective Disaster, Nicolas Floc'h, LIVIN Studio, Stefan Shankland, Simon Starling, Laurent Tixador, du 18 juin au 16 octobre 2016. Commissaires invités: COAL.
  - Now Watching,[5] Strasbourg-Séoul, 2005-2015, avec Ho Un Bac, Léa Barbazanges, Ghizlène Chajaï, Raphaël Charpentié, Marine Dominiczak, Pierre Filliquet, Deok Yeoung Gim, Sojung Jun, Bom Kim, Seung Young Kim, Woong Yong Kim, Mioon (Min Kim & Moon Choi), Mohammed El Mourid, Natacha Paganelli, Yong Sik Park, Ramona Poenaru, Soon Wang Qwon, Nathalie Savey, Cécile Straumann, Dorothy M Yoon, du 18 mars au 22 mai 2016. Sous le commissariat de Elodie Gallina, Evelyne Loux, COAL (Maëva Blandin, Loïc Fel et Lauranne Germond)
- 2015
  - Systémique, avec Julian Charrière, François Génot, Fabien Giraud et Raphaël Siboni, Tue Greenfort, Hanna Husberg, Toril Johanessen, Gianni Motti et Anaïs Tondeur du 14 mars au 24 mai 2015. Commissaires invités : COAL.
  - Open Source, avec Art-Act - Gaspard et Sandra Bébié-Valérian, Amy Balkin, HeHe, Julien Prévieux, Lauren Thorson, Arctic Perspective Initiative, Matthew Biederman et Marko Peljhan, du 20 juin au 18 octobre. Commissaires invités : COAL
  - Kosmodrome, dans le cadre de Regionale 16, avec Stephanie Abben, Guillaume Barth, Martina Boettiger, Marta Caradec, Maude Leonard Contant, Gaëlle Cressent, Christoph Eisenring, Camille Fischer, Catrin Lüthi K, Laurent Odelain, Frédéric Pagace, Marie Quéau, Letizia Romanini, Silvi Simon, Min Ji Sook, Dominique Starck, Tine Voecks, du 6 décembre 2015 au 14 février 2016.

- 2014
  - Rose, avec Etel Adnan, Ulla von Brandenburg, Guy de Cointett, Ryan Gander, Joseph Grigely, Daniel Linehan, Barbara et Michael Leisgen, Jean-Luc Moulène, du 15 mars au 25 mai 2014. Commissaires invités: Elodie Royer & Yoann Gourmel
  - Seymour, avec Erica Baum, Lenka Clayton, Julien Crépieux, Moyra Davey, Joseph Grigely, Chitti Kasemkitvatana, Gareth Long, Benoît Maire, Benoît-Marie Moriceau, Antoinette Ohannessian, Bruno Persat, William Wegman et la participation de Holden, du 21 juin au 19 octobre 2014. Commissaires invités : Elodie Royer, Yoann Gourmel et Bruno Persat.
  - Ernesto, avec David Douard, Danièle Huillet et Jean-Marie Straub, Ana Jotta, Guillaume Leblon, Benoît Maire, Nicolás Paris, Dominique Petitgand, du 29 novembre 2014 au 15 février 2015. Commissaires invités: Elodie Royer & Yoann Gourmel.
- 2013
  - Les Séparés - Doppelgänger, Bruant & Spangaro, Cécile Dauchez, Koenraad Dedobbeleer, Karl Holmqvist, David Lamelas, Claire Fontaine & Karl Holmqvist, Toshio Matsumoto, Corin Sworn, du 9 novembre au 6 janvier 2013. Commissaire invité : Vincent Romagny
  - The Souls, a Twice-Told Tale - Doppelgänger, Cécile Dauchez, Lisa Holzer, David Jourdan, Nagisa Oshima, Ciara Phillips, Denis Prisset, Chloé Quenum, Markus Schinwald, Westphalie, Lynette Yiadom-Boakye, du 9 février au 19 mai 2013. Commissaire invité : Vincent Romagny
  - Wanderung - Promenade, Axel Bleyer, Robert Cahen, Yannick Demmerle, Julie Fischer, Angela Flaig, François Génot, Armin Gohringer, Anja Luithle, Patrick Meyer, Rainer Nepita, Nicolas Schneider, Gruppo Sportivo, Stefan Strumbel, du 28 juin au 20 octobre 2013. En partenariat avec la Städtische Galerie d’Offenburg
- 2012
  - Simultan, Erik Bünger, Gary Hill, Bethan Huws, Christoph Keller, Anri Sala, Albrecht Schäfer, Lidia Sigle, Mladen Stilinović, Céline Trouillet, Katarina Zdjelar, du 17 mars au 20 mai 2012. Commissaire invitée : Bettina Klein
  - Digital Art Works, Jodi, Antoine Schmitt, Hervé Graumann, Samuel Rousseau, Nicolas Moulin, Marc Lee, Herbet W. Franke, Michael Naimark, Nam June Paik, Jeffrey Shaw, du 15 juin au 23 septembre 2012.
  - Les Séparés - Doppelgänger, Bruant & Spangaro, Cécile Dauchez, Koenraad Dedobbeleer, Karl Holmqvist, David Lamelas, Claire Fontaine & Karl Holmqvist, Toshio Matsumoto, Corin Sworn, du 9 novembre au 6 janvier 2013. Commissaire invité : Vincent Romagny.
- 2011
  - Samuel Rousseau, Samuel Rousseau, du 26 novembre 2011 au 12 février 2013
  - A Non Event (Horizon), Steven Pippin, du 18 juin au 2 octobre 2011. Commissaire invitée : Bettina Klein
  - Mélodie : toujours l’art des autres, Ursula Bogner, Jan Jelinek, Nick Laessing, du 12 mars au 22 mai 2011. Commissaire invitée : Bettina Klein
- 2010
  - Éclats, Gaëlle Boucand, Mariana Castillo Deball, Hubert Duprat, Alicja Kwade, Yuri Leiderman, Gyan Panchal, Sigmar Polke, Evariste Richer, Gernot Wieland, du 30 octobre 2010 au 30 janvier 2011, avec le Musée de Minéralogie. Commissaire invitée : Bettina Klein
  - Liquidation - Tischwelten 2, Manfred Pernice, du 19 juin au 3 octobre 2010. Commissaire invitée : Bettina Klein
  - I learn by osmosis, Ivan Seal, du 19 juin au 3 octobre 2010. Commissaire invitée : Bettina Klein
  - En présence, Becky Beasley, Katinka Bock, Tacita Dean, Wolf von Kries, Leon Vranken, Dan Peterman du 27 février au 16 mai 2010. Commissaire invitée : Bettina Klein
- 2009
  - La preuve concrète, Marieta Chirulescu, Alexander Gutke, Josh Brand, Michael Snow, du 14 novembre 2009 au 31 janvier 2010. Commissaire invitée : Bettina Klein
  - Braun, Braun, Braun, Collectif Bad Beuys Entertainment, du 6 juin au 27 septembre 2009. Commissaire invitée : Keren Detton
  - Louxor, ici et 12 heures de natures mortes, Roger Dale, du 14 mars au 3 mai 2009
- 2008
  - 234 mensonges dont 28 en peinture, de Bernard Quesniaux, du 7 novembre 2008 au 15 février 2009
  - Peinture à vendre, offrir, partager... de Franck Bragignan, du 21 juin au 12 octobre 2008
  - Quelques passoires à photons de Patrick Bailly-Maitre-Grand, du 28 mars au 8 juin 2008
  - Les Lauréats 2007 du CEAAC, Roger Dale, Ann Loubert, Odile Liger, Benoît Decque, du 19 janvier au 16 mars 2008
- 2007
  - Orta-water, une exposition de Lucy et Jorge Orta, du 2 octobre au 23 décembre 2007
  - Patrick Neu, du 24 juin au 30 septembre 2007
  - Amitiés conceptuelles : autour de Bernar Venet, œuvres de Lawrence Weiner, Joseph Kosuth, Art and Language, Vito Acconci et Robert Barry, mises en perspective avec celles de Bernar Venet, du 24 mars au 4 juin 2007
- 2006
  - Fragments d'un monde à projeter, Bertrand Gadenne, du 21 octobre au 21 décembre 2006
  - Mens Rea, Mac Adams, du 16 juin au 1er octobre 2006
  - Affinités, Michel Dejean et Catherine Gangloff, du 31 mars au 21 mai 2006
- 2005
  - Moulures, Gérard Starck
  - Réponse inadéquate, Maria Thereza Alves et Jimmie Durham, du 18 juin au 2 octobre 2005
  - Flux souterrains et Vapeurs toxiques (escuela de calor), Pierre Mercier et Francisco Ruiz De Infante, du 1er avril au 22 mai 2005
- 2004
  - La trace du lièvre, Gabriel Micheletti, du 22 octobre au 19 décembre 2004
  - J.C. Tannenbaum, le journal d'un Vosges-Trotter, Jean Claus, du 22 juin au 31 juillet et du 1er septembre au 2 octobre 2004
  - Erreur système, François Duconseille, du 27 mars au 6 juin 2004
  - Les Lauréats du CEAAC 2003, Klaus Stöber, Ramona Poenaru, Anne Immelé, Florian Tiedje, du 17 janvier au 14 mars 2004
- 2003
  - Exposition, Saverio Lucariello, du 8 novembre au 21 décembre 2003
  - Paysage, Robert Adams, Lothar Baumgarten, Elina Brotherus, Jean-Marc Bustamante, Gloria Friedmann, Hamish Fulton, Paul-Armand Gette, Andréas Gursky, Hans Haack, Peter Hutchinson, Axel Hutte, Per Kirkeby, Zoe Leonard, Richard Long, Jean-Luc Mylaine, Denis Oppenheim, Giuseppe Penone, Sigmar Polke, James Russel, Robert Smithson, David Tremlett, Raoul Ubac, du 26 juin au 5 octobre 2003, dans le cadre des Vingt ans des Fonds Régionaux d'Art Contemporain (FRAC)
  - Exposition, Hélène Mugot, 12 avril au 1er juin 2003
  - Les Lauréats du CEAAC, Cédric Geney, Didier Montmasson, Valérie Ruiz, Magali Vaillant et Jean-Yves Recher, du 18 janvier au 23 mars 2003
- 2002
  - Exposition, Daniel Pontoreau, du 18 octobre au 22 décembre 2002
  - Exposition, Ernest Pignon-Ernest, du 27 juin au 27 juillet 2002
  - Les lauréats du CEAAC, Danièle Schiffmann, Yannick Demmerlé, l'association Rhinocéros, Matthieu Husser, Jacques Hebinger, Eric Froeliger, du 25 janvier au 24 mars 2002
- 2001
  - Exposition, Giulio Paolini, du 12 octobre au 23 décembre 2001
  - Exposition, Katsuhito Nishikawa du 21 juin au 22 septembre 2001
  - Les pays sages, Gudrun Von Maltzan, du 7 avril au 10 juin 2001
  - Les lauréats du CEAAC, Marion Galut, Laurence Demaison, Mohamed El Mourid, Naji Kamouche, Axel Wolkenhauer, Association Exp'Ose, du 20 janvier au 1er avril 2001
- 2000
  - De l'art avec la nature, Nils-Udo, du 30 septembre au 26 novembre 2000, exposition présentée conjointement au CEAAC, à l'Espace d'art contemporain André Malraux de Colmar et au FRAC Alsace à Sélestat
  - La frontière en tête, du 25 mars au 4 juin 2000
  - Les lauréats du CEAAC, Gabriel Michetti, Olivier Bouchard, Xavier Chevalier, Robert Stephan, Nicolas Cochard et Gudrun Von Maltzan, du 29 janvier au 20 février 2000.
- 1999
  - Le soleil se couche, moi aussi, François Martin, du 12 novembre 1999 au 16 janvier 2000
  - Éclipses, Barbara & Michael Leisgen, Bill Culbert, Mac Adams, Ilana Isehayek, Patrick Bailly-Maitre-Grand, David Boeno, Hubert Duprat, Bertrand Gadenne, Jean-Marie Krauth, Patrick Meyer, Bernard Moninot, Jacques Monory, Daniel Pommereulle, Claudio Parmiggiani, Vladimír Škoda, Oleg Kulik, du 19 juin au 3 octobre 1999
  - La couleur de la bière, Dorothea Schulz, du 20 mars au 25 avril 1999
  - Les lauréats du CEAAC, François Martin, Pierre-Louis Aouston, "Les pisseuses"
  - À l'aube des mouches, Florence Manlik et Cyril Barrand
- 1998
  - Les B à R se R en C, Stéphanie Leininger, du 10 octobre au 8 novembre 1998
  - Exposition, Tadeusz Kantor, du 24 juin au 13 septembre 1998
- 1997
  - Exposition, Jean-François Guiton, du 7 mars 1998 au 10 mai 1998
  - Le CEAAC, Dix ans de commandes publiques, Mac Adams, Patrick Bailly-Maitre-Grand, Stephan Balkenhol, Michel Dejean, Ernest Pignon-Ernest, Barry Flanagan, Gloria Friedmann, Jean-Marie Krauth, Claudio Parmiggiani, Denis Pondruel, Daniel Pontoreau, Daniel Pommereulle, Gérard Starck, Sarkis, Bernar Venet
  - Exposition, Ilana Isehayek
  - Exposition, Christine O'Loughlin, performance de la Compagnie de danse Itinéraires dans l'environnement créé par Christine O'Loughlin le 7 septembre 1997 (chorégraphie Cathy Dorn)
  - 5 ans d'acquisition 1991-1995, exposition au CEAAC de pièces du FRAC Alsace
  - Exposition, Eleftherios Amilitos
- 1996
  - Les lauréats du CEAAC , Susanne Zouyene, Pierre Gaucher, Georges Heck, Fernande Petitdemange et Colomban Mouginot
  - Les Lisières du monde, Europe, Alain Willaume
  - Exposition, Stephan Balkenhol
  - Expérimenter le bijou, les autres et nous, Corpus et Chambre à part, avril 1996
  - Exposition, Denis Pondruel
- 1995
  - Les lauréats du CEAAC, Isabelle Fustinoni, Andreas Weiss, Bernard Latuner, Godwin Hoffmann, Susan Rauch, Patrick Meyer, CORPUS, hommage à Jean-Marie Haesslé
  - Les Révélations d'Oskar Serti, Patrick Corillon
  - Les lauréats du CEAAC, Zuzana Jaczova, Denis Serre, Pascal Masson, François Duconseille, Dominique Kippelen, Le Faubourg et la Créathèque
  - Exposition, Jean-Marie Haesslé
  - Exposition, Jean Remplinger
- 1994
  - Les lauréats du CEAAC, Suzanne Obrecht, Jean Claus, Christophe Burger, Stéphane Lallemand, Kristian Ingold, Eric Linard, Ilana Iseayek

### Expositions à l'espace international
À l’Espace International sont exposées les œuvres des artistes accueillis en résidence par le CEAAC à Strasbourg ou partis à l’étranger dans le cadre de résidences croisées. Ces expositions peuvent ensuite donner lieu à l’édition d’un catalogue.
- - Joseph Kieffer, "Tanji", du 1 octobre au 30 décembre 2022
  - Sun Choi, "Border of the Snail", du 24 juin au 4 septembre 2022
  - Melanie Dorfer, "habitat schifts" du 2 avril au 29 mai 2022
  - Kristin Reiman, "Artist's Lament", du 13 janvier au 20 février 2022
  - Marianne Mispelaëre, "Die Sonne schneint noch", du 13 janvier au 20 février 2022
- 2021
  - Clara Denidet, "RAEBOUTER", du 8 janvier au 16 mai 2021
  - Oana Paula Vainer, "Smiling in slow motion", du 8 janvier au 16 mai 2021
  - Julia Schmutz, "L'art c'est un trou noir", du 11 juin au 26 septembre 2021
  - Bénédicte Lacorre, "Tes yeux tristes dans mes cheveux, le soir", du 11 juin au 26 septembre 2021
  - Jana Bernartová, "Cuisse de nymphe émue", du 15 octobre au 12 décembre 2021
  - Kevin Senant, "Les aventures de Gilles Well, chapitre 4: le compte-rendu d'enquête", du 15 octobre au 12 décembre 2021
- 2020
  - Lorine Boudinet, "Embrasser l'inachevé", du 17 janvier au 16 février 2020
  - Luca Sará Rózsa, "Wannabes", du 17 janvier au 16 février 2020
  - Jonathan Naas, "Superstition Supervision", du 14 mars au 12 juillet 2020
  - Fanny Latreille, "Pierres de mauvaises langues", du 14 mars au 12 juillet 2020
  - Nicolas Pinier, "Pérégrinations et autres déplacements", du 18 septembre au 11 octobre 2020
  - Jeanne Bischoff, "Zahrada", du 22 octobre au 22 novembre 2020
- 2019 
  - Magali Baribeau, "C’est prodigieux", du 15 mars au 19 mai 2019
  - Ikhyeon Park, "Bing, Bang, Plouf", du 15 mars au 19 mai 2019
  - Max Eulitz, "Ailleurs", du 21 juin au 1er septembre 2019
  - Caroline Gamon, "Shallow, Die Flucht aus der Zeit", du 21 juin au 1 septembre 2019
  - Camille Fischer, "Bathing behind the sun", du 27 septembre au 27 octobre 2019
  - Lisa Biedlingmaier, "Liaison", du 27 septembre au 27 octobre 2019
  - Arthur Poutignat, "Wonder in limbo", du 30 novembre 2019 au 5 janvier 2020
  - Petra Hudcová, "Be right back", du 30 novembre 2019 au 5 janvier 2020
- 2018 
  - Elsa Farbos, "Club of opportunities, episode IV", du 20 au 28 septembre 2018
  - Jakub Jansa, "Cool Coal Loop", du 20 au 28 septembre 2018
  - Paolo Almario, "Emissaire #2", du 14 juin au 29 juillet 2018
  - Laurent Odelain, "Datasets: Lumière: Strasbourg", du 14 juin au 29 juillet 2018
  - Jens Stickel, "Store", du 16 mars au 19 mai 2018
  - Silvi Simon, "Dys-Focus 1. Nature collection", du 16 mars au 19 mai 2018
  - Danièle Schiffmann, "Envers, or et brume", du 25 janvier au 25 février 2018
  - Jacqueline Taïb, "My Super Sexy Towers", du 2 décembre au 14 janvier 2018
  - Marie Quéau, "Odds and ends", du 2 décembre 2017 au 14 janvier 2018
- 2017 
  - Helen Beck, "Torten", du 8 septembre au 22 octobre 2017
  - Guillaume Barth, "Nouvelle Forêt", du 8 septembre au 22 octobre 2017
  - Gaëlle Cressent, "Sillons", du 30 juin au 30 juillet 2017
  - Markéta Magidová, "Zero minute warning", du 30 juin au 30 juillet 2017
  - William Drummond, "There must be moths", du 28 avril au 21 mai 2017
  - Lena Ditimann, "Index", du 28 avril au 21 mai 2017
  - Gruppo Tökmag, "Security + Design, an 80's prison", du 17 mars au 16 avril 2017
  - Jonathan Naas, "Never asked for Heaven", du 17 mars au 16 avril 2017
  - Ján Sipöcz, "Night lines", du 20 janvier au 19 février 2017
  - Axel Gouala, "Géométrie du feu", du 20 janvier au 19 février 2017
  - Zahra Poonawala, "Constellations", du 3 décembre 2016 au 8 janvier 2017
  - Ana Navas, "A fake crocodile can make you cry real tears", du 3 décembre 2016 au 8 janvier 2017
- 2016
  - Joseph Kieffer & Vincent Broquaire du 16 septembre au 16 octobre 2016
  - Gretel Weyer, du 18 juin au 17 juillet 2016
  - Thomas Bischoff & Anna Hulacova, du 15 janvier au 14 février 2016
- 2015
  - Jeanne Berger & Charlotte Simon, du 16 janvier au 15 février 2015
  - Elena Costelian & François Génot, du 14 mars au 12 avril 2015
  - Capucine Vandebrouck & David Heitz, du 2 au 24 mai 2015
  - Léa Barbazanges & Ho Un Bac, du 20 juin au 20 juillet 2015
  - Philippe Lepeut, du 18 septembre au 18 octobre 2015
  - Ani Schulze et Olivier Jonvaux, du 6 décembre 2015 au 3 janvier 2016
- 2014
  - Il-Jin Atem Choi & Astrid Schindler, du 17 janvier au 16 février 2014
  - Clément Cogitore, du 14 mars au 13 avril 2014
  - Lucille Uhlrich & Letizia Romanini, du 2 au 25 mai 2014
  - Woong Yong Kim & Ghizlène Chajaï, du 21 juin au 20 juillet 2014
  - Joséphine Kaeppelin & Nicolas Schneider, du 19 septembre au 19 octobre 2014
  - Jiri Thyn & Adrien Giros, du 29 novembre 2014 au 4 janvier 2015
- 2013
  - Abbas Kiarostami, du 21 au 27 janvier 2013
  - Sébastien Gouju et Manuela A. Beck du 9 février au 24 mars 2013
  - Anil Eraslan et Guillaume Alimoussa, du 12 avril au 19 mai 2013
  - Deok Yeoung Gim et Nathalie Savey, du 28 juin au 28 juillet 2013
  - Résidences croisées 2013 à l'Espace international : Frank Morzuch, Joséphine Karppelin, Julianne Schmidt, Claude Horstmann et Dominika Skutnik, du 20 septembre au 13 octobre 2013
- 2012
  - Anakita Hekmat et Marta Caradec sur 19 janvier au 12 février 2012
  - Emmanuel Georges et Reinis Hofmanis, du 17 mars au 7 avril 2012
  - Ann Loubert du 28 avril au 20 mai 2012
  - Silvi Simon et Mathieu Boisadan, du 15 juin au 15 juillet 2012
  - Camille Roux, du 29 septembre au 7 octobre 2012
  - Mohammed El Morid et Dorothy M. Yoon, du 9 novembre au 2 décembre 2012
  - Levent Kunt et Patrick Meyer du 12 décembre au 8 janvier 2013
- 2011
  - Matthias Megyeri et Young-Hee Hong, du 17 décembre 2010 au 23 janvier 2011
  - Ina Holitzka et Lou Galopa, du 18 mars au 17 avril 2011
  - Kim Bom et Gaëlle Lucas, du 24 juin au 24 juillet 2011
  - Résidences croisées 2010 à l’Espace international : Letizia Romanini, Zahra Poonawala, Inga Meldere de Riga, à l’Hôtel de ville de Strasbourg : Crescence Bouvarel, Anke Binnewerg, Tadas Maksimovas, du 16 septembre au 16 octobre 2011
  - Jörg Obergfell et Aurélie de Heinzelin, du 26 novembre au 23 décembre 2011
- 2010
  - Rudolf Reiber et Kerstin Schaefer, du 6 au 28 mars 2010
  - Gauthier Sibillat et Anna Schuster, du 23 avril au 16 mai 2010
  - Pierre Filliquet et Jun So Jung, du 25 juin au 18 juillet 2010
  - Paul Souviron et Antoine Lejolivet, septembre à octobre 2010
  - Maathias Megyeri et Young Hee Hong, du 17 décembre 2010 au 23 janvier 2011
- 2009[7]
  - Natacha Paganelli, Kolo danse, du 11 septembre au 4 octobre 2009
  - Anne Céline Bossu, Le lac, Douchka, la nourrice, du 11 septembre au 4 octobre
  - Matthieu Husser, Mes monuments, du 30 octobre au 22 novembre 2009
  - Kim Seung Young, Traces, du 30 octobre au 22 novembre 2009
  - Alexandre Marta, Gute Nacht, du 11 décembre 2009 au 17 janvier 2010
  - Elida Runeson, While climbing the Stairs of Eternal Youth, du 11 décembre 2009 au 17 janvier 2010
- 2007
  - François Martig, du 12 au 21 janvier 2007
  - Séverine Hubard, du 2 au 18 février
  - Ramona Poenaru, du 2 au 18 mars
  - Cathryn Boch, du 30 mars au 22 avril 08
  - Klaus Stöber, du 4 au 20 mai
  - Mioon, 1er au 17 juin
  - Johanna Laitanen, du 29 juin au 15 juillet 2007
  - Patrick Berubé, du 5 au 21 octobre 2007
  - Mélody Seiwert, du 30 novembre au 16 décembre.
- 2006[8]
  - Eve K. Tremblay, Postures scientifiques, du 3 au 19 février
  - Mirja Wellmann, Stations d'écoute, 3 au 19 mars
  - Claude Ferland, L'œil du Quattrocento, du 6 au 23
  - Cécile Yerro Straumann, Identity, 5 au 21 mai
  - Patrick Bogner, Icônes du quotidien (fragments), du 2 au 18 juin
  - Dgino Cantin, Hirondelle à main et autres petits objets, du 30 juin au 16 juillet
  - Valérie Graftieaux, Perceptible, du 8 au 24
  - Marion Galut, Écoutez au bord de l'eau les visages qui passent, du 6 au 22 octobre
  - Hannu Kaarjalainen, Disparition et réapparition, du 3 au 19 novembre
  - Cristina Ohlmer, L'écart astronomique, du 1er au 17 décembre

## Installation d'œuvres d'art dans l'espace public
Installation d'œuvres d'art dans l'espace public :

### Route de l'art contemporain

#### Dans le Bas-Rhin
- 1992 : Champ du Feu[10]: Le Champ du feu de Daniel Pontoreau Pontoreau.
- 1995 : Forêt de Haguenau : Le Monument du Chêne de Gloria Friedmann.
- 1995 : Drusenheim : Là/Doh de Daniel Pommereule (Commande de la mairie de Drusenheim - Conseil artistique du CEAAC).
- 1995 : Stutzheim-Offenheim : La Caravane passe de Michel Dejean.
- 1995 : Bischheim : La Nacelle de Denis Pondruel (Commande de la mairie de Bischheim, 1 % artistique[11] - Conseil artistique du CEAAC).
- 1997 : Gambsheim : La ligne des amers d'Alain Willaume.
- 1997 : Le Hohwald: Le Belvédère (petit temple roman) de Gérard Starck.
- 1999 : Niederbronn-les-Bains : Sequoia mirabilis de Patrick Meyer.
- 2000 : Champenay (près de Plaine) : vitraux de la chapelle de Lothar Quinte et Sibylle Wagner.
- 2004 : Schiltigheim : À fleur d'eau projet de Cathy Gangloff pour le plan d'eau du Pôle Européen de l'Entreprise.
- 2004 : Hochfelden : Garde-corps, Balustrade de Mathieu Mercier, place du Marché.
- 2005 : Col de Saales : Paravent/ Windbeaker projet de Ilana Isehayek pour le lieu-dit des Quatre Bornes.
- 2006 : Andlau : Moucharabieh de Marc Linder, Château du Spesbourg.
- 2009 : Truchtersheim : La culture de l'oubli de Pierre Gaucher, Médiathèque.
- 2010 : Ernolsheim-lès-Saverne : L'ange de François Bruetschy, vitraux conçus pour le chœur de l'Église simultanée.
- 2012 : Dambach-la-ville : L'échapée VI de Bernard Pagès, plate-forme départementale.
- 2015: Haguenau: Réalité augmentée de François-Thibaut Pencenat, Square de la Vieille-Ile.

#### À Strasbourg
- 1990 : Ligne indéterminée de Bernar Venet, place de Bordeaux.
- 1994 : Le Puits voleur de Patrick Bailly-Maitre-Grand, parc de l'Orangerie.
- 1996 : Méditation de Mac Adams, jardins de l'Université.
- 1999 : Hommage de Lydia Jacob aux jardins familiaux de Raymond Waydelich.
- 2003 : Pierre trouée - à Jean Clareboudt de Daniel Pontoreau, place du Marché Gayot.
- 2005 : V'Herbes de Claudie Hunzinger, Bibliothèque municipale de Strasbourg-Meinau.
- 2006 : Homme-Girafe de Stephan Balkenhol, parvis d'Arte.
- 2008 : La rivière souterraine de Jean-Luc Moulène.
- 2013: Syneson, Philippe Lepeut, Place du Marché, Neudorf

#### Dans le Haut-Rhin
- 2001 : Husseren-Wesserling : Aqua de Katsuhito Nishikawa.
- 2003 : Munster : Daphné de Jean Claus dans le square de la route d'Eschbach à l'entrée de la ville.
- 2006 : Mulhouse : Volière d'Anne et Patrick Poirier dans le jardin botanique et zoologique.

#### Parc de Pourtalès
- 1988 : Les Arbrorigènes de Ernest Pignon-Ernest.
- 1990 : Il Bosco Guarda e Ascolta de Claudio Parmiggiani.
- 1992 : The Bowler de Barry Flanagan.
- 1995 : Leur Lieu de Jean-Marie Krauth.
- 1995 : À travers l'arbre de Stephan Balkenhol.
- 1998 : Près de l'arbre brûlé. À Mathias Grünewald de Sarkis.
- 1999 : Ce n'est pas ici de Gaetano Pesce.
- 2001 : Genius Loci de Giulio Paolini.
- 2004 : Détour de Jimmie Durham.

## Publications des éditions du CEAAC
Sources : Éditions du CEAAC

### À l'occasion d'une exposition ou d'une résidence
- Photoflammes, Alain Willaume, Alain Fleischer, John Coplans, Keiichi Tahara, Lenni Van Dinther, T.R. Darneb ; textes de Paul Guérin, Madeleine Millot-Durrengerger, 1992
- Les révélations d'Oskar Serti, de Patrick Corillon, 1995, coédition du CEAAC, du CRAC Alsace et du Frac Alsace
- Haesslé, textes de Gilbert Lascault et Jean-Yves Bainier, 1995
- Elefterios Amilitos, Texte de Paul Guérin, 1997
- Lothar Quinte, préface Robert Grossmann, textes de Claude Rossignol, Gert Reising, entretien de Lothar Quinte avec Peter Iden, 1997
- Ilana Isehayek, préface Robert Grossmann, textes de Daniel Payot & Evelyne Schmitt, 1997
- Plaquette éditée à l'occasion du dixième anniversaire du CEAAC, Préface Robert Grossmann, textes d'Ambre Atlan, 1998
- La cargaison, de Jean-François Guiton, préface Robert Grossmann, texte d'Antonia Birnbaum, 1998
- Bier 1-4, de Dorothea Schultz, 1999
- Le Soleil se couche, moi aussi, de François Martin, Préface Robert Grossmann, texte de Jean-Luc Nancy, 1999
- De l'art avec la nature de Nils-Udo, traduction française des textes de Wolfgang Becker, Régis Durand, John K. Grande et Vittorio Fagone, Édition Wienand, 1999
- Les pays sages, de Gudrun Von Maltzan, 2001
- Histoires de cadres, de Marin Kasimir, textes de Jacinto Lageira, 2002, Coédition CEAAC
- Daniel Pontoreau, Texte de Ann Hindry, Jean-Marc Bonnet-Bidaud, Luc Lang, 2002, Éditions Actes Sud
- C'est si simple, de Sibylle Wagner, et Trois Vitraux, de Lothar Quinte et Sibylle Wagner pour la chapelle de Champenay, entretien bilingue français-allemand entre Claude Rossignol et Sibylle Wagner, texte bilingue français-allemand de Paul Guérin, 2003
- J-C Tannenbaum, le journal d'un Vosges-trotter, de Jean Claus, Drame en 6 stations sur le palier, texte de Jean Claus, 2004
- Saverio Lucariello, textes trilingues (français, anglais, italien) de Jean-Yves Bainier, Andrea Bellini et Christophe Kihm, 2004, artshow édition
- Tout ce dont j'ai l'impression d'avoir fait de bien, ou presque, de François Duconseille, textes de François Duconseille et Paul Guérin, 2005
- Propositions de Michel Déjean, textes de Isabelle Baladine Howald, Jean-Michel Bohrer et Michel Déjean, 2006
- Mens rea de Mac Adams, textes de Gaël Teicher, Richard Price[Lequel ?], Sarah Weeks, Yoann Gourmel, Jean-Bernard Pouy, photographies de Mac Adams en N&B, 2006
- Inadequate response, de Maria Thereza Alves & Jimmie Durham, 2007, Coédition CEAAC/ESAD de Strasbourg
- Mutation Przemiany, textes de Matthieu Husser, Laura Pawela, Thierry Avé, Kama Sokolnicka, Nelly Massera, Dorota Janiak, Florian Tiedje, Tomasz Bajer & Collectif, 2007, Coédition CEAAC/les Éditions de l’œil
- 243 mensonges dont 45 en peinture de Bernard Quesniaux, Jean-Yves Jouannais et Laurent Buffet, 2009, Coédition CEAAC/Fondation entre culturel franco-allemand de Karlsruhe
- Paysage fluvial, Anna Schuster, textes bilingues (français, allemand) de Anna Schuster, Bettina Friedli, 2009
- German skies, Rudolf Reiber, textes bilingues (français, allemand) de Lutz Eitel, 2010
- Dunkle Scherben, Glanz, Kerstin Schaefer, textes bilingues (français, allemand) de Paul Guérin, Susan Von Reusner, Marie-Cécile Neumann, Eva Reverdin, 2010
- La trace du lièvre, Gabriel Micheletti, texte de Paul Guérin, 2012
- Pas d'éléphant, Marie Paule Lesage, 2012
- The Highway Climbs So High, Jörg Obergfell, 2012
- Exercices du regard, Paul Guérin, Robert Grossmann, Jean-Luc Nancy, 2013
- Spiegeln, Relatio II, Relatio III, Manuella A. Beck, Bettina Klein, 2014
- Eclats, Lorraine Daston, Bettina Klein, Denis Leypold, 2014
- Widerlager, Astrid Schindler, Winfried Stürzl, Nicola Höllwarth, 2015

### Autour de l'installation d'une œuvre dans l'espace public
- Il bosco guarda e ascolta de Claudio Parmiggiani, textes de Claudio Parmiggiani, Robert Grossmann, Roland Recht, 1990 et Pratiche Éditrice
- Le Champ du feu, de Daniel Pontoreau, textes de Robert Grossmann, François Barré, Daniel Dobbels, 1992
- Le Puits voleur, de Patrick Bailly-Maître-Grand, textes de Robert Grossmann, Catherine Trautmann, Alain Sayag, Patrick Bailly-Maître-Grand, 1994
- La caravane passe de Michel Déjean, textes de Robert Grossmann, Evelyne Loux, Paul Guérin, Evelyne Schmitt, 1995
- Leur Lieu, de Jean-Marie Krauth, textes de Robert Grossmann, Catherine Trautmann, Evelyne Schmitt, Paul Guérin, 1995
- Le Monument du chêne, de Gloria Friedmann, textes de Marcel Rudloff, Robert Grossmann, Paul Guérin, 1995
- Feuilles, Anthologie conçue par Gloria Friedmann, 1995
- Méditation, de Mac Adams, textes de Catherine Trautmann, Adrien Schmitt, Mac Adams, Robert Grossmann 1996
- Stephan Balkenhol, textes de Robert Grossmann, Neal Benezra, Paul Guérin, Carla Schulz-Hoffmann, 1996, coédition CEAAC / Galerie Bernd Klüser / Galerie Rüdiger Schöttle
- Indexations, de Denis Pondruel, textes de Catherine Grout, Jean-Pierre Greff, entretien de Denis Pondruel avec Paul Guérin, 1997, coédition CEAAC / La Chaufferie galerie des Arts Décoratifs de Strasbourg
- Sequoia Mirabilis, de Patrick Meyer, préface Robert Grossmann, textes de Sylvie Lecoq et de Jérôme Mauche, 2000
- L’itinéraire du fou, Benoît Decque, textes de Paul Guérin et Evelyne Loux, 2008
- L’ange, François Bruetschy, textes de Jean Haubenestel, Paul Guérin, François Bruetschy, 2010

### À l'occasion de projets internationaux
- Skiagraphies, de Daniel Depoutot, Texte de Michel Demange, traduction en grec 2002
- En route, de Peter Riek, textes de Helmult A. Müller, Christoph Bauer, Bernd Künzig, 2003
- Débordements, de Klaus Stöber, textes Français-Allemand de François Pétry et Christophe Domino, Coédition CEAAC et Centre culturel franco-allemand de Karlsruhe, 2003
- Kirstin Arndt, textes bilingues (français, allemand) de Hannelore Paflik-Huber, Andreas Pinczewski, Robert Grossmann / Maison d'édition Kehrer, 2004
- Vanessa Henn, préface de Robert Grossmann, textes de Petra Von Olschowski, 2004
- Laurence Demaison, textes de Patrick Bailly-Maitre-Grand, 2005
- Marie-Paule Lesage, 2005
- « Dermies », Patrick Bailly-Maitre-Grand, 2005
- Schaumzone, Thierry Aué, 2005
- Tales without Grounds, Eve K. Tremblay, textes de James D. Campbell, Eduardo Ralickas et Justin Hoffmann, 2005, Coédition CEAAC-Plein Sud Centre d'exposition et d'animation en art actuel, Québec, Canada
- Identity, Cécile Yerro-Straumann, texte de Philippe Piguet, traduction de Sang-Hyun Baek et Simon Welch, 2006
- Hörstationen, Mirja Wellmann, textes de Susanne Jakob et Annett Reckert, traduction de Catherine Debacq-Gross, Rebecca Van Dyck, 2006
- Au-delà de la disparition de Raphaëlle Vierling et Gareguine Zakoyan, 2006
- Être ailleurs, mais où, de Véronique Moser, 2006
- Le magasin des fétiches de Daniel Depoutot, textes de Fabrice Hergott, Emmanuel Guigon, Michel Demange, Jacques Jouet, 2006, Éditions des Musées de Strasbourg avec la participation du CEAAC
- L'écart astronomique - Im astronomischen Winkel de Cristina Ohlmer, textes de Dr Richard Reschika et Cristina Ohlmer, traductions de Jean-Marie Clarke, 2006
- Livre Iris de Marion Galut, 2007, Coproduction par le Centre européen d'actions artistiques contemporaines de Strasbourg, l'Espace d'art contemporain André-Malraux de Colmar et la Fondation-Centre culturel franco-allemand de Karlsruhe
- Uterpunga d'Anne Wicky, janvier 2007
- SERBIA Selection of curiosities de Natacha Paganelli & Thomas Lang, Dominique Jacquot et Catherine Weinzaepflen, 2008, Coédition CEAAC/ESAD de Strasbourg

### À l'occasion d'un colloque
- L'art en temps de crise, Actes du colloque des 4 et 5 mars 1994 – Strasbourg, textes de Christian Bernard, Maïten Bouisset, Christine Breton, Jean Claus, Monique Faux, Jochen Gerz, Karin Graff, Jean Guéguéniat, Paul Guérin, Nathalie Heinich, Marc Jimenez, Jean de Loisy, Raymonde Moulin, Pierre Nahon, Alfred Pacquement, Jean-Claude Potte, Roland Recht, Lionel Richard, Manfred Sternjakob, Ramon Tio Bellido, Ben Vautier, Leslie Waddington, 1994
- Artistes dans la ville : une nouvelle place pour l'art dans la cité, Actes du colloque des 28 et 29 octobre 1988, textes de Jean-Yves Bainier, Paul Guérin, Roger Baumert, Robert Grossmann, Ernest Pignon-Ernest, Marie-Claude Jeune, Norbert Duffort, Adelina Von Fürstenberg, Jean-Hubert Martin, Robert Calle, Kasper König, Daniel Buren, Roland Recht – Strasbourg, 1995

### Rétrospectives
- 10 projets pour l'Alsace, Alice Aycock, Jean Clareboudt, Gloria Friedmann, Dani Karavan, Nils-Udo, Maria Nordman, Christine O'Loughlin, Daniel Pontoreau, Patrick Raynaud, Jacques Vielle, textes de Robert Grossmann, Roland Recht, Paul Guérin, Alice Aycock, Gloria Friedmann, Nils-Udo, Daniel Pontoreau, Patrick Raynaud, 1990
- Centre européen d'actions artistiques contemporaines, textes de Robert Grossmann, Roland Recht, Paul Guérin, Ernest Pignon-Ernest, Évelyne Schmitt, Madeleine Millot-Durrenberger, 1992
- Les Lauréats du CEAAC 1987-1995
- Maurice Jully, 2005
- Centre Européen d’Actions Artistiques Contemporaines, textes de Philippe Weiss, Paul Guérin, 2006 (réédition de l’ouvrage de 1992)
- Exercice du regard, Paul Guérin, 2013